# Bayan Hua, Ar Horqin
Bayan Hua (kinesiska: 巴彦花, 巴彦花镇) är en socken i Kina. Den ligger i den autonoma regionen Inre Mongoliet, i den norra delen av landet, omkring 770 kilometer nordost om regionhuvudstaden Hohhot.
Genomsnittlig årsnederbörd är 556 millimeter. Den regnigaste månaden är juni, med i genomsnitt 158 mm nederbörd, och den torraste är februari, med 3 mm nederbörd.